# ラ・サール学園寮
ラ・サール学園寮（ラ・サールがくえんりょう）は、鹿児島県鹿児島市小松原二丁目に所在し、ラ・サール中学校・高等学校の敷地内に併設されている男子学生寮。隣接したラ・サール中学校・高等学校に在籍する生徒の約半数にあたる600名弱が生活している。

## 概要
ラ・サール中学校・高等学校は鹿児島県鹿児島市にある中高一貫男子校であり、約1200名の生徒が在籍しているが、このうち鹿児島県出身者は3割程度にとどまり、残りの7割弱の生徒は鹿児島県外の出身者である。近年は九州新幹線の開業に伴い熊本県や北薩地方（薩摩川内市・出水市など）など遠隔地から通学する生徒も一部見られるが、県外出身者のほとんどの者にとって自宅からの通学は困難である。
そのため、ラ・サール中学校・高等学校では古くから寮を併設し、多くの県外出身者を受け入れてきた。
ラ・サール学園では開校以来たびたび寮の新設・改築・建て替え等が行われ、規則等に関しても時代の流れに従って変化してきたが、この項目では特に断りのない限り2013年（平成25年）12月に完成した寮を新寮と呼称し、これについて解説する。また、2013年12月まで使用されていた寮はまとめて旧寮と呼ぶこととする。

## 沿革
- 1950年4月 - ラ・サール高等学校開校
- 1953年5月 - 寮舎竣工（2014年取り壊し完了、跡地は現在テニスコートに利用されている）
- 1981年12月 - 中学寮鉄筋4階建竣工（現在部室棟として利用されている）
- 1987年12月 - 中学寮自習室棟竣工（現在英語棟として利用されている）
- 1994年2月 - 寮木造平屋建増築（2014年取り壊し完了、同上）
- 1996年1月 - 第2体育館改築（日立から買収。2013年取り壊し完了、跡地に新寮が完成）
- 2013年12月 - 新寮完成
- 2019年1月-中学寮増室工事終了

## 構造
旧寮においては中学寮・高校西寮・高校東寮・松風寮の各棟に加え、事務室、風呂場、食堂など寮の各機能が複数の建物に分散していたが、新寮では寮のすべての機能が一つの建物に集約され、利便性が大幅に改善した。
1階は中学生・高校生の共用スペースとなっており、食堂・風呂場・鍵付きロッカーなどに加え、事務室や職員室、病室などが存在する。
2階から4階は居住スペースとなっており、各階中学寮と高校寮に分けられている。中学寮と高校寮は同一の建物内にあるが、2階以上では完全に隔たれており、各寮を往来するには1階を経由する必要がある。なお、生徒の中学寮と高校寮の行き来は禁止されている。

## 生活
寮では規則正しい生活と勉強の習慣を身につけるため、起床時刻や消灯時刻、義務学習時間などが設定されている。

### 中学寮

#### 平日・土曜
- 5:00 起床可能時刻 自習室が点灯・解錠され、任意で自習室の利用が可能。
- 7:00 寝室点灯
- 7:10-7:20 点呼 階ごとに点呼が行われる。この時刻までに全員起床する必要がある。
- 7:20-8:00 朝食 この時間内ならいつでも食事可能。
- 8:10 登校完了時刻
- 15:00-19:15 入浴 この時間内ならいつでも入浴可能。15:00以前もシャワー室のみ利用ができる場合がある。
- 17:30-18:45 夕食 この時間内ならいつでも食事可能。
- 19:15-20:45 前半義務自習 義務自習開始時に点呼が行われ、この点呼が行われる時刻(7:13頃)が事実上の門限時刻となっている。
- 21:15-22:45 後半義務自習 ただし、土曜は後半義務自習はなく、寮内で自由に過ごすことができる。ただし定期考査1週間からは土曜の後半義務自習がある。
- 23:00 消灯・就寝 フロア全体が消灯される。ブレーカーも落とされるので夜中携帯型音楽プレーヤー等の充電をすることはできない

### 高校寮

#### 平日・土曜
- 5:00 起床可能時刻 自習室が点灯・解錠され、任意で自習室の利用が可能。寝室も任意で点灯可能。
- 7:20 点呼 この時刻までに全員起床する必要がある。
- 7:20-8:00 朝食 この時間内ならいつでも食事可能。
- 8:10 登校完了時刻
- 15:00-19:30 入浴 この時間内ならいつでも入浴可能。15:00以前もシャワー室のみ利用ができる場合がある。
- 17:30-18:45 夕食 この時間内ならいつでも食事可能。
- 19:30-21:00 前半義務自習 義務自習開始時に点呼が行われ、これが事実上の門限時刻となっている。
- 21:15-22:45 後半義務自習
- 23:00-23:45 自習時間 自室での自習も可能。
- 24:00 消灯・就寝 フロア全体が消灯される。